# كيوشي دوي
كيوشي دوي (باليابانية: 土井淳؛ بالكانا: どい きよし) هو لاعب كرة قاعدة ياباني، ولد في 10 يونيو 1933 في أوكاياما في اليابان.

## روابط خارجية
- كيوشي دوي على موقع الدوري الياباني لكرة القاعدة (الإنجليزية)